# Port lotniczy Kissidougou
Port lotniczy Kissidougou (IATA: KSI, ICAO: GUKU) – port lotniczy położony w Kissidougou, w regionie Faranah, w Gwinei.